# MP 59

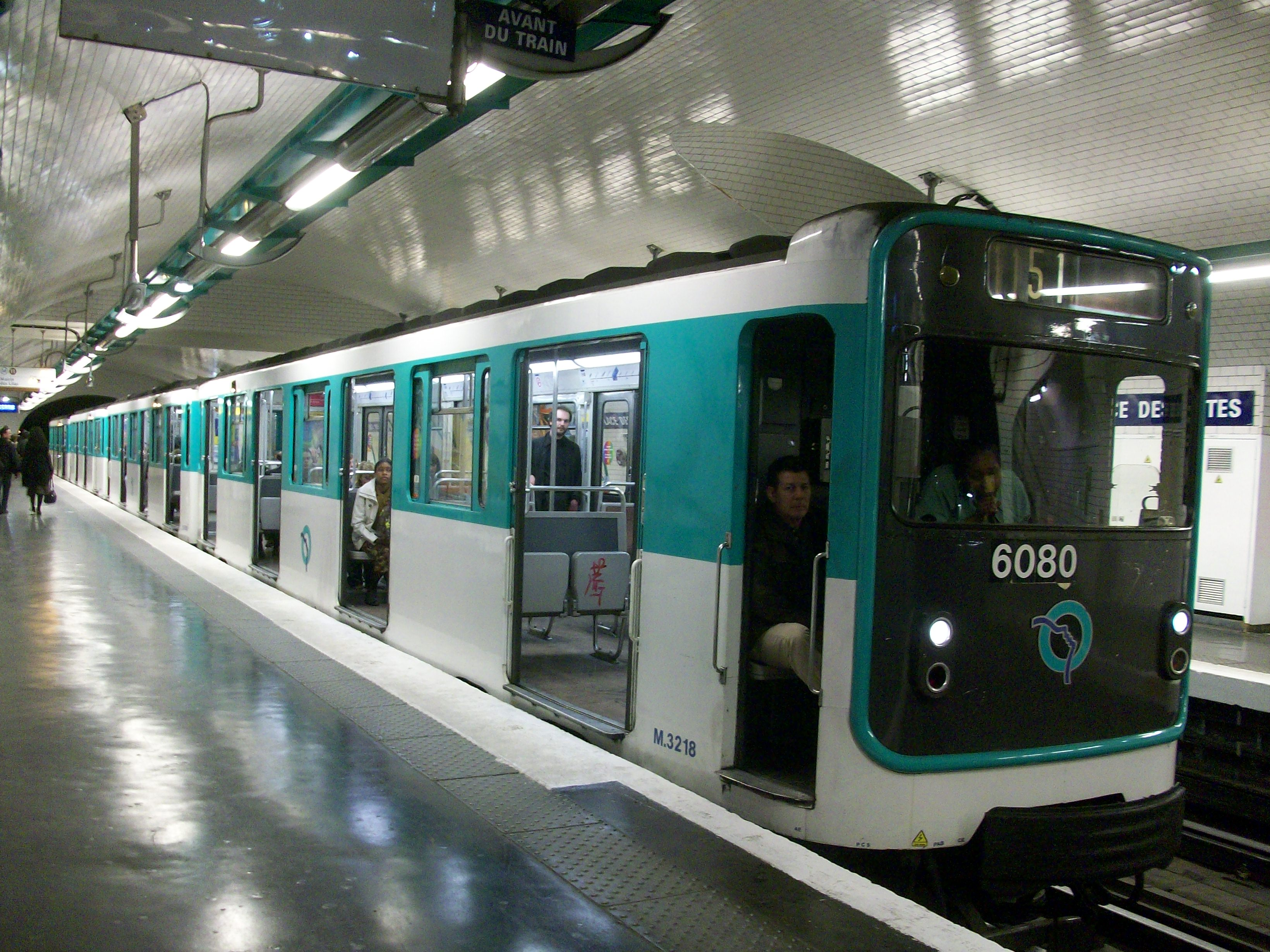
MP 59.

El MP 59 (Matériel roulant sur Pneumátiques 1959) fue un modelo de tren francés sobre neumáticos de caucho que circula en el Metro de París. Fue construido por Alsthom y ofrecio servicio en la línea 11 del metro parisino hasta 2024 (anteriormente daba servicio en la línea 1, hasta la llegada de las unidades MP 89) en esta última sustituyó a los viejos trenes MP 55 y fue el tren de neumáticos más longevo en servicio en el mundo hasta mediados de 2024, record que lo ostentaba el modelo MP 55 que también está actualmente retirado del servicio activo. 
Es el segundo modelo de tren de neumáticos de caucho fabricado en serie. Sus progresivas rehabilitaciones hechas a lo largo de los años 90 le han permitido estar en servicio por más de 40 años en el metro parisino siendo un modelo fiable y rentable, pues su ingeniería ha servido de base para otros trenes de neumáticos.
Después de la retirada del servicio de las unidades MP 55 de la línea 11, estas unidades tomaron su lugar en composición de 4 coches así como lo hacían las MP 55 que cubrían dicha ruta. La línea 4 cubre el servicio con trenes de este tipo en composición de 6 coches.

## Futuro
Los Trenes MP 59 ya han llegado a su fin de vida con la introducción del MP 14 versión manual con 5 coches y para la Línea 14 de 6 coches versión automática, debido al extensión de Línea 11 hasta Rosny Bois Perrier, STIF ha expresado para la nueva empresa llamada Grand Paris Express, Los Trenes se reemplazaran el año 2024, para aumentar la capacidad de 4 a 5 coches, así como reemplazar el MP 73 de la Línea 6 ya que este último se está preparando para la automatización de la Línea 4 de 6 coches modelo MP14 versión automática.
El 12 de junio de 2024, el MP59 dejó de circular definitivamente.

## En otros países
A partir de este modelo las empresas constructoras francesas que estaban implicadas en algunos proyectos de metro ofrecieron el sistema neumático usando este tren como base, aunque algunos trenes son de modelo más reciente y moderno que el MP 59.
- La ciudad de Montreal Adoptó este modelo bajo un estándar propio de la empresa Canadian Vickers que construyó el tren MR 63 bajo chasis MP 59. Sus requerimientos y especificaciones son únicos.

- En la Ciudad de México se adoptó un tren bajo la arquitectura de este mismo, tomando como base un estándar propio y modernizado, en la década de los 60. Dicho modelo es conocido como MP 68.

- Wikimedia Commons alberga una categoría multimedia sobre MP 59.

- Datos: Q613769
- Multimedia: MP 59 / Q613769